# OV1–17
OV1–17 (Orbiting Vehicle; angolul: keringő jármű) amerikai Légierő (USAF) magnetoszféra kutató tudományos műholdja,

## Küldetés
1965–1971 közötti időszakban alkalmazták. Tömegük 50 – 272 kilogramm között változott. A szilárd hajtóanyagú hordozórakéta az 1 sorozatot állította pályára.

## Jellemzői
Gyártotta és üzemeltette az Amerikai Egyesült Államok Légiereje (USAF).
Megnevezései: Orbiting Vehicle (OV1–17); COSPAR: 1969-025A. Kódszáma: 3823.
1969. március 18-án a Vandenberg légitámaszpontról egy Atlas F Hordozórakéta az LC–576A2 (LC–Launch Complex) jelű indítóállványról juttatta alacsony Föld körüli pályára (LEO = Low-Earth Orbit). Az orbitális egység pályája 93,2 perces, 99,1 fokos hajlásszögű, elliptikus pálya perigeuma 134 kilométer, az apogeuma 461 kilométer volt. Tömege 142 kilogramm.
Egy hordozórakétával négy tudományos műholdat (OV1–17; OV1–17A; OV1–18; OV1–19) állítottak pályára. A műholdak összesen 41 kísérletet végeztek: a Nap elektromágneses sugárzását, a Van Allen sugárzási öv tanulmányozása, telemetriai berendezések illetve űrtechnológiai anyagok, építőelemek, napelemek tesztelése. A Föld mágneses terére merőlegesen, háromtengelyesen igazodóan forgással stabilizált. Nem sikerült a stabilizáció ezért több kísérleti program elmaradt. Alakja hengeres, átmérője 0,69, hossza 0,81 méter. Az űreszköz két végét napelemek borították, éjszakai (földárnyék) energia ellátását ezüst-cink akkumulátorok biztosították.
1970. május 3-án 352 napos (0,96 év) programja után belépett a légkörbe és megsemmisült.

## Külső hivatkozások
- OV1–17. nasa.gov. (Hozzáférés: 2014. március 1.)
- OV1–17. lib.cas.cz. [2013. október 13-i dátummal az eredetiből archiválva]. (Hozzáférés: 2014. március 1.)
- OV1–17. astronautix.com. (Hozzáférés: 2014. március 1.)
- OV1–17. astronautix.com. (Hozzáférés: 2014. március 1.)
- OV1–17. astronautix.com. (Hozzáférés: 2014. március 1.)

| Elődje: OV1–16 | OV1-program 1965–1971 | Utódja: OV1–17A |